# Antonio Fonda Savio
Antonio Fonda Savio (Trieste, 1895 – Trieste, 17 agosto 1973) è stato un militare, partigiano e imprenditore italiano.
Ufficiale degli alpini, partigiano combattente, personalità della cultura della Venezia Giulia, Dalmata e Istriana. 
A lui e ai suoi figli è stato intitolato un rifugio nel Gruppo dei Cadini di Misurina, il rifugio Fonda-Savio.

## Biografia
Nacque a Trieste nel 1895, e dopo essersi arruolato come ufficiale di complemento nel Regio Esercito all’atto dell’entrata in guerra dell’Italia, avvenuta il 24 maggio 1915, fu assegnato all'arma di artiglieria. Ottenne una promozione a capitano per merito di guerra nel 1917, dopo essere stato assegnato alla specialità bombardieri, fu decorato con una Medaglia d'argento al valor militare per azioni compiute nel corso della battaglia del solstizio nel giugno 1918.
Nel corso del 1919 sposò Letizia, figlia dello scrittore Italo Svevo e di Livia Veneziani, che gli diede tre figli, Paolo, nato nel 1920, Pietro, nato nel 1921, e Sergio, nato nel 1924. Amante dei libri frequentò per anni una libreria situata in via San Nicolò a Trieste.
I figli Paolo e Pietro  caddero durante la seconda guerra mondiale, quando in forza all’ARMIR parteciparono alla campagna di Russia dove furono fatti prigionieri nel marzo 1943, morendo di stenti qualche mese dopo.
Con il grado di tenente colonnello e comandante partigiano (col nome di battaglia Manfredi) del Corpo Volontari della Libertà triestino, legato al CLNAI, guidò assieme ad Edoardo Marzari l'insurrezione cittadina di Trieste del 30 aprile 1945 contro gli occupanti tedeschi. In quella occasione perse la vita anche il terzo figlio, Sergio, colpito da una granata durante i combattimenti.
Dopo il 1º maggio dello stesso anno, occupata la città dalle milizie comuniste jugoslave, si adoperò attivamente a rischio della propria incolumità in difesa dell'italianità di Trieste, contro le mire annessionistiche del vicino stato.
Nel dopoguerra Fonda Savio fu per parecchi lustri presidente della Società Ginnastica Triestina e del Circolo della cultura e delle arti e poi vicepresidente della Telve e consigliere superiore della Banca d'Italia a Roma, nonché vicepresidente del Lloyd Triestino. Promosso colonnello e divenuto Cavaliere di gran croce dell’Ordine al merito della Repubblica Italiana, si spense a Trieste il 17 agosto 1973. Il 2 maggio 2006 gli fu conferita la Medaglia d'oro al merito civile alla memoria.
Gli è stato dedicato un ricreatorio comunale, quello di Opicina, così come una piazza a Trieste.

### Annotazioni
1. ↑  Morto nel 1928 in seguito ai postumi di un incidente stradale.
2. ↑  Piero Fonda Savio nato a Trieste 27 giugno 1920 e deceduto in prigionia a Tambov (Russia) il 27 marzo 1943. Tenente di complemento nel 3º Reggimento artiglieria alpina, 3ª Divisione alpina "Julia". A Fonda Savio Piero, quale studente caduto in guerra, l'Università di Bologna in data 15 ottobre 1955, conferì la laurea "honoris causa" proclamandolo dottore in Chimica Industriale.
3. ↑  Paolo Fonda Savio nato a Trieste 20 luglio 1921 e deceduto in prigionia a Tambov (Russia) nel marzo 1943. Sottotenente di complemento nel 9º Reggimento alpini, Battaglione "L'Aquila" 119ª Compagnia, 3ª  Divisione alpina "Julia". A Fonda Savio Paolo, quale studente caduto in guerra, l'Università di Bologna in data 15 ottobre 1955, conferì la laurea "honoris causa" proclamandolo dottore in Ingegneria Civile.
4. ↑  Sergio Fonda Savio nato a Trieste nel 1924 e ivi deceduto il 1º maggio 1945. Studente universitario caduto a Trieste durante l'insurrezione contro i tedeschi guidata fra gli altri dal padre Antonio.

### Fonti
1. ↑  Beni culturali[collegamento interrotto] - visto 30 gennaio 2009
2. 1 2  Club Alpino Italiano 2016, p. 276.
3. ↑  Svevo Fonda, Maier 1991, p. 104.
4. 1 2 3 4  Maurizio Lozei, L’ultima dei Fonda Savio: lasciate quella targa, in Il Piccolo, Trieste, 2 giugno 2005.
5. 1 2 3  Alessandra Longo, La lunga vita di Letizia Svevo, in La Repubblica, Roma, 27 maggio 1993.
6. ↑  Serra 1992, p. 77.
7. ↑  Rete civica Trieste Archiviato il 7 novembre 2017 in Internet Archive. - visto 30 gennaio 2009
8. ↑  Sito web del Quirinale: dettaglio decorato.
9. ↑  Sito web del Quirinale: dettaglio decorato.

### Periodici
- Alessandra Longo, La lunga vita di Letizia Svevo, in La Repubblica, Roma, 27 maggio 1993.
- Maurizio Lozei, L’ultima dei Fonda Savio: lasciate quella targa, in Il Piccolo, Trieste, 2 giugno 2005.